# Schénando
Schénando (vers 1706 – 11 mars 1816) fut un commandant (un « chef de pin » soi-disant) des Onneiouts. Schénando a appuyé les Anglais contre les Français dans la guerre de Sept Ans, et pendant la révolution américaine il a appuyé les Américains coloniaux contre les Anglais et a mené une force de 250 guerriers onneiouts et tuscaroras à New York à l'appui des Américains. Beaucoup d'endroits aux États-Unis portent son nom sous l'orthographe « Shenandoah ».